# 留年!とどめ先輩
『留年！とどめ先輩』（りゅうねん！とどめせんぱい）は川村拓による日本の漫画作品。2019年9月28日にニコニコ漫画、Twitter、pixivで創作漫画の投稿が契機となり、『月刊ガンガンJOKER』（スクウェア・エニックス）にて同年11月号から2021年10月号まで公式連載された。サブタイトルは主に「◯◯!とどめ先輩」。

## あらすじ
ポンコツなため留年したとどめと高校に入学したばかりの里は、幼なじみ兼クラスメイトとして高校生活を始めた。とどめは行く先々で里の勉強の邪魔をしようとするが、その大半が失敗してしまう。そうした中で、とどめの元同級生の一橋や青山などと里は交流してしまい、さらに巻き込まれていく。

## 登場人物
早稲田 とどめ（わせだ とどめ）
里の先輩で幼なじみ。高校2年生に進級できず留年してしまい、高校に入学した里と同学年になった。容姿は「最高にかわいくて最高にエロい雰囲気」と里に評されるほどの巨乳美少女だが、かなりのポンコツである。里に負けたくないために勉強の邪魔をするが、大半が失敗している。
里（さと）
とどめの幼なじみの後輩。とどめが留年により同級生となる。とどめから邪魔されるが幼なじみの間柄とあって嫌悪しておらず、思わず手を貸してしまうこともある。
一橋 まなべ（ひとつばし まなべ）
とどめの元同級生の女子生徒。容姿は眼鏡をかけて真面目な雰囲気なものの実際は全教科赤点であり、とどめの補習仲間だった。しかし、奇跡の進級を果たしてことで、後輩からは「赤点先輩」と称される。
青山 めぐる（あおやま めぐる）
11歳で高校に飛び入学した少女。とどめの元同級生。とどめに対して素直になれないでいる。

## 書誌情報
- 川村拓『留年！とどめ先輩』SQUARE ENIX〈ガンガンJOKER〉、全4巻
  1. 2020年2月22日発売[書誌 1] ISBN 978-4-7575-6530-2
  2. 2020年6月22日発売[書誌 2] ISBN 978-4-7575-6709-2
  3. 2020年11月21日発売[書誌 3] ISBN 978-4-7575-6949-2
  4. 2021年11月22日発売[書誌 4] ISBN 978-4-7575-7577-6